# سفارة المجر في المكسيك
سفارة المجر في المكسيك هي أرفع تمثيل دبلوماسي لدولة المجر لدى المكسيك. تقع السفارة في مدينة مكسيكو وهي تهدف لتعزيز المصالح المجرية في المكسيك.

## وصلات خارجية
- الموقع الرسمي
- قائمة سفارات المجر
- قائمة السفارات في المكسيك